# ابوالفضل عطار
آدین(ابوالفضل) عطار متولد مهر ماه ۱۳۴۷ مشهد، کارگردان، تدوینگر، فیلمنامه‌نویس و بازیگر ایرانی.

## زندگی‌نامه
آدین عطار از اعضای فعال انجمن سینمای جوانان ایران در دهه ۱۳۶۰. او در سال ۱۳۶۸ پس از یک سال پیگیری موفق شد با ساخت اولین فیلم ۱۶ میلی متری خود زیر نام پنجره رو به کوچه درانجمن سینمای جوانان ایران جریان فیلم سازی کوتاه ۸ میلی متری را به قطع ۱۶ میلی متری تبدیل کند جریانی که بعدها فیلم سازی ۳۵ میلی متری را در سینمای جوان ایران جدی کرد. در این فیلم، انوشیروان ارجمند نقش اصلی را برعهده داشت. اولین فیلمی که از انجمن سینمای جوانان ایران در بعد از انقلاب در جشنواره‌های جهانی جوایز متعددی دریافت داشت دوباره بر خاک بود که فیلمنامه آن را ابوالفضل عطار نوشته‌ است. وی برای اولین بار درایران در سال ۱۳۷۶ دربولتن داخلی انجمن فیلمنامه نویسان خراسان طرح ثبت فیلمنامه را ارائه کرد که بعدها در کانون فیلمنامه‌نویسان ایران و خانه سینمای ایران به‌طور گسترده به اجرا درآمد.

## عضویت‌ها

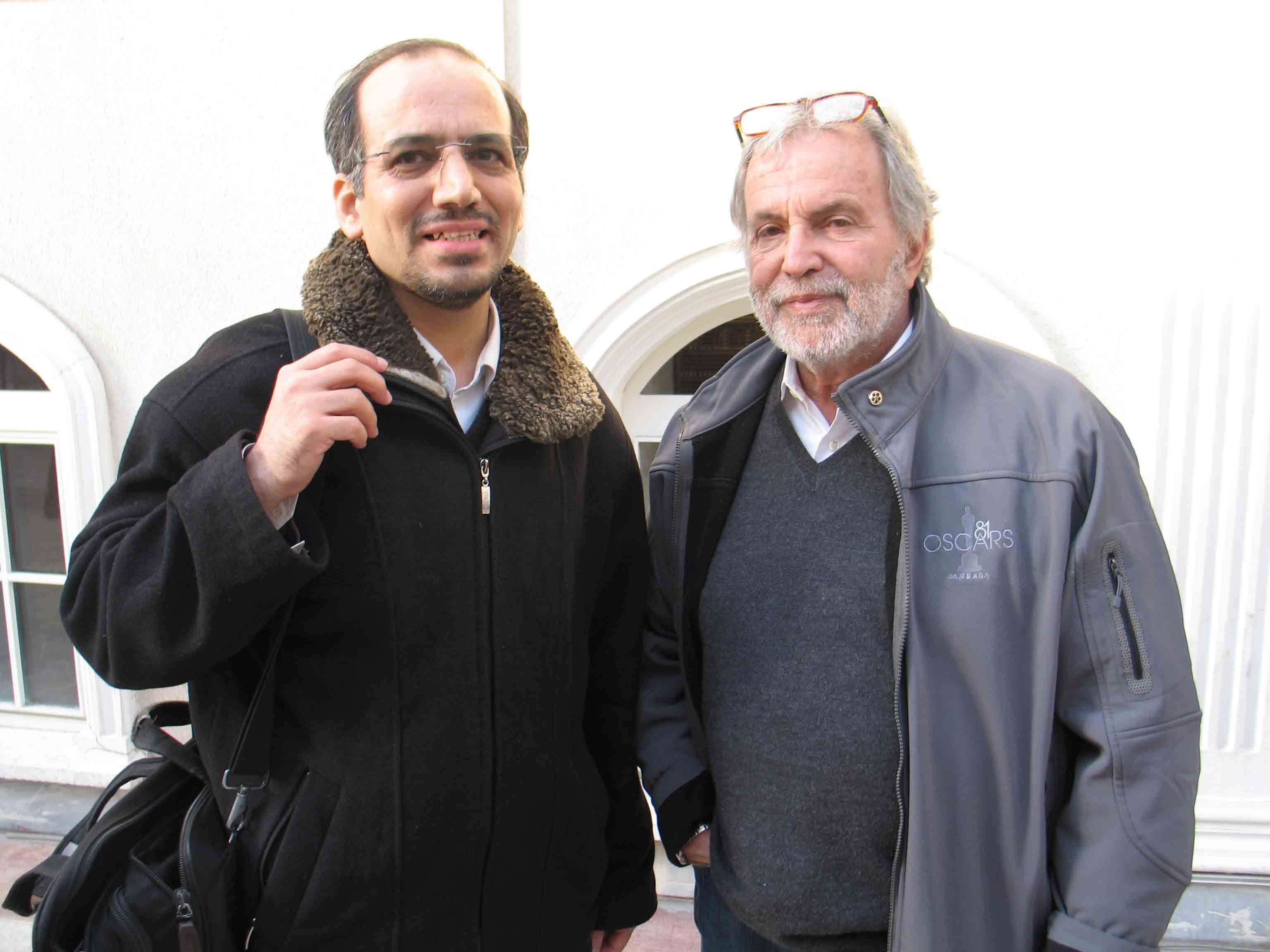
سید گنیس رئیس آکادمی اسکار و عطار ۲۰۰۹

| عضو انجمن سینمای جوانان ایران از ۱۳۶۲                   |
| مؤسس، عضو هیئت مدیره ومدیر عامل شرکت سینمایی ستایش فیلم |
| عضو انجمن صنفی شرکت‌ها و مؤسسه‌های سمعی و بصری ایران UIEC |
| عضو پیوسته کارگردانان انجمن فیلم کوتاه خانه سینما       |

|

## فعالیت‌ها

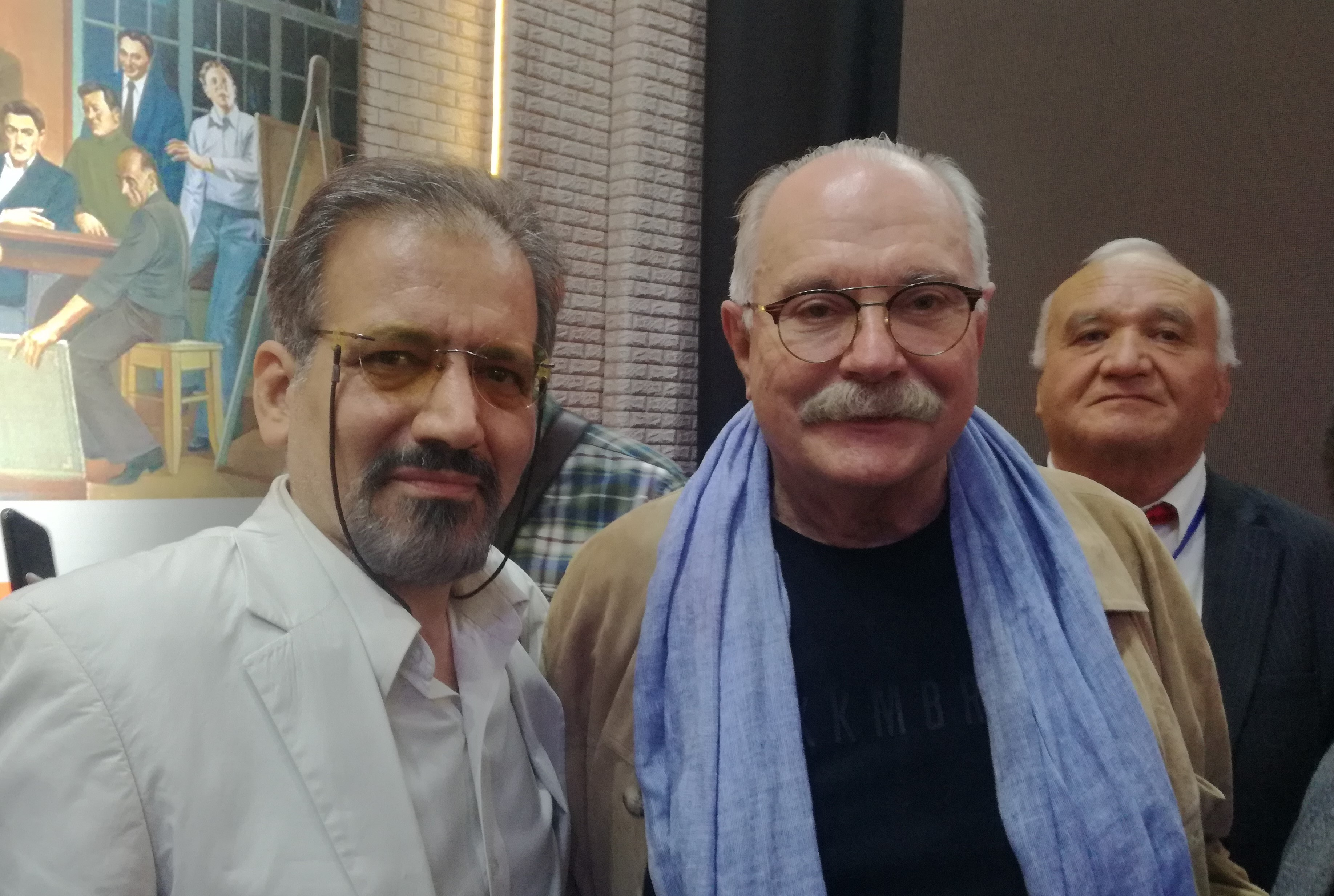
نیکیتا میخالکوف فیلمساز و بازیگر و عطار در فستیوال بین المللی فیلم تاشکند. ازبکستان ۲۰۲۱

انوشیروان ارجمند و ابوالفضل «آدین» عطار۱۳۶۹

| آغاز فعالیت هنری با تئاتر سال ۱۳۵۹ درمشهد |
| ساخت فیلمهای کوتاه هشت، شانزده و سی وپنج میلیمتری                                                                                               |
| ساخت فیلمهای مستند ویدئویی و تبلیغاتی |
| تدریس فیلمسازی در انجمن سینمای جوانان ایران |
| تدریس فیلمسازی در حوزه هنری و مؤسسات خصوصی |
| ورود به عرصه حرفه‌ای فیلمسازی از سال ۱۳۷۱ با سریال این خانه دور است به عنوان منشی صحنه                                                           |
| همکاری با بیش از پنجاه فیلم کوتاه و نیمه‌بلند به‌عنوان: فیلمنامه‌نویس، مشاور، برنامه‌ریز، مدیر تولید، تدوینگر، بازیگر، دستیار کارگردان و فیلمبردار. |
| عضو هیئت انتخاب و داوری جشنواره فیلم وعکس منطقه شش کشور: (خراسان، گیلان، مازندران، سمنان)                                                       |
| نگارش مطلب و نقد فیلم در روزنامه‌ها و مجلات خراسان، فرهنگ وسینما و سوره                                                                          |

## منتخب آثار
| خاک سوخته (فیلم)        | نویسنده فیلمنامه | کارگردان | تدوینگر     |                       |        | ۱۳۶۶ |
| ریشه ها در عمق(فیلم)    | نویسنده فیلمنامه | کارگردان | تدوینگر     |                       |        | ۱۳۶۶ |
| صدای زنگ من (فیلم)      | نویسنده فیلمنامه | کارگردان | تدوینگر     |                       |        | ۱۳۶۶ |
| دوباره بر خاک (فیلم)    | نویسنده فیلمنامه |          |             |                       |        | ۱۳۶۷ |
| پنجره رو به کوچه (فیلم) | نویسنده فیلمنامه | کارگردان |             | مجری طرح و مدیر تولید |        | ۱۳۶۹ |
| شب بارانی (فیلم)        |                  |          |             |                       | بازیگر | ۱۳۷۲ |
| برای همه ما ( فیلم)     | نویسنده فیلمنامه |          |             |                       |        | ۱۳۷۲ |
| قانون کارما             | نویسنده فیلمنامه | کارگردان |             | مجری طرح              |        | ۱۳۷۸ |
| کار و بیکاری (مستند)    | نویسنده فیلمنامه | کارگردان | تدوینگر     | مجری طرح              |        | ۱۳۸۶ |
| نقطه عطف (سریال مستند)  |                  | کارگردان |             |                       |        | ۱۳۸۹ |
| خانواده عزیزم(فیلم)     |                  | کارگردان | تدوین مشترک | مجری طرح              |        | ۱۳۹۰ |
| مثل شیشه (سریال)        |                  |          |             |                       | بازیگر | ۱۳۹۰ |
| یکی بود یکی نبود(سریال) |                  |          |             |                       | بازیگر | ۱۳۹۰ |
| رمز هفتم (فیلم)         |                  |          | تدوینگر     |                       |        | ۱۳۹۱ |
| آخرین خواب بارانی(فیلم) |                  | کارگردان |             |                       | بازیگر | ۱۳۹۱ |
| فصل آزمون(فیلم)         |                  |          |             |                       | بازیگر | ۱۳۹۴ |
| رولت (سریال)            |                  |          |             |                       | بازیگر | ۱۳۹۵ |
| زمین نا هموار (سریال)   |                  |          |             |                       | بازیگر | ۱۳۹۵ |
| سیلوئت (فیلم)           |                  |          |             |                       | بازیگر | ۱۳۹۵ |
| شهر قشنگ (سریال)        |                  |          |             |                       | بازیگر | ۱۳۹۵ |

## جوایز و موفقیت‌های داخلی و خارجی

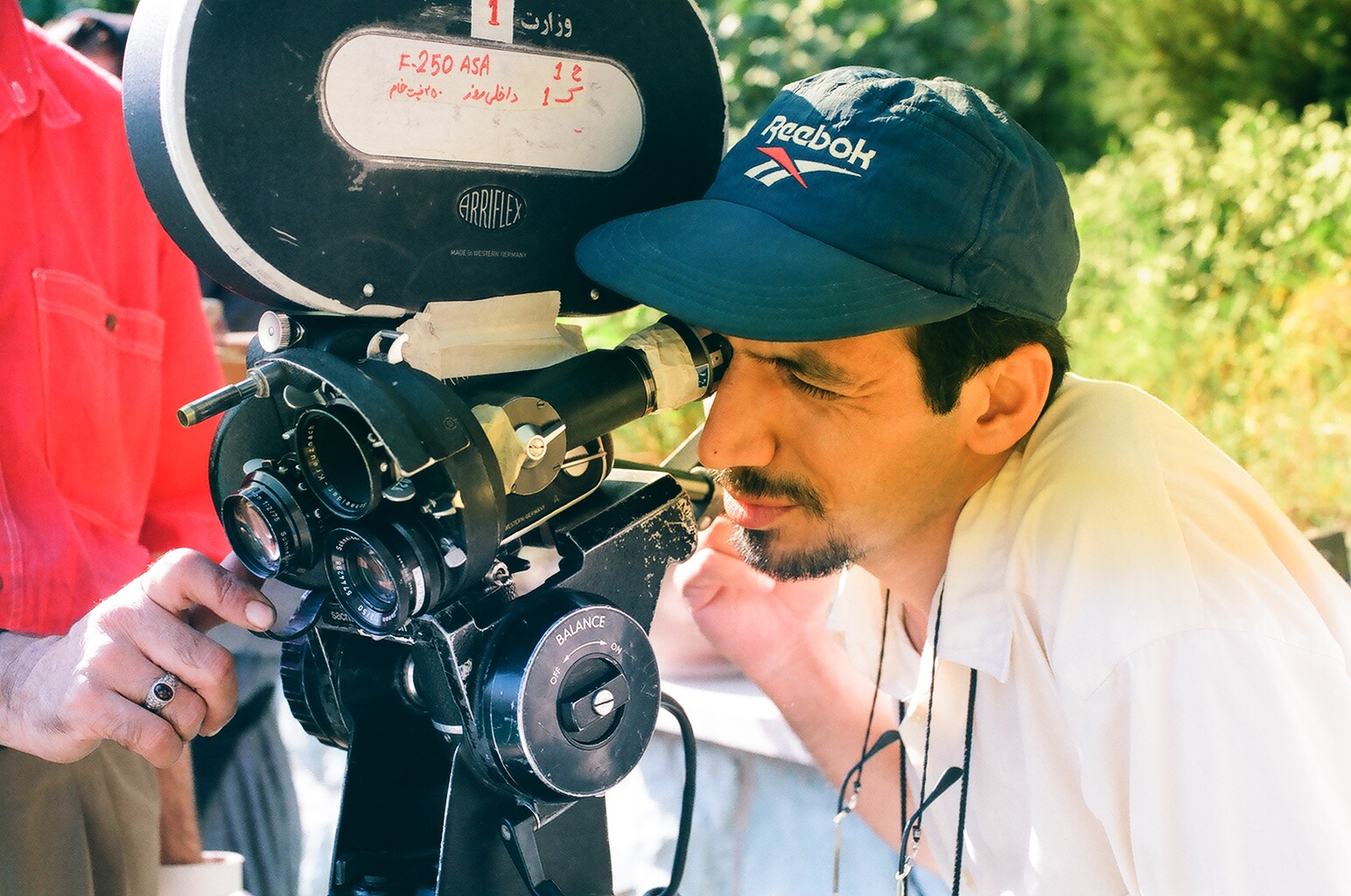
ابوالفضل «آدین» عطار پشت صحنه قانون کارما

| سال  | فیلم              | جایزه                             | جشنواره                                  |
| ---- | ----------------- | --------------------------------- | ---------------------------------------- |
| ۱۳۶۶ | ریشه‌ها در عمق     | بهترین فیلمنامه                   | دومین جشنواره سینمای جوان خراسان         |
| ۱۳۶۶ | صدای زنگ من       | بهترین کارگردانی                  | دومین جشنواره سینمای جوان خراسان         |
| ۱۳۶۶ | خاک سوخته         | بهترین تدوین                      | دومین جشنواره سینمای جوان خراسان         |
| ۱۳۶۶ | ریشه‌ها در عمق     | رتبه دوم فیلمنامه                 | چهارمین دوره مسابقه فرهنگی هنری فجر      |
| ۱۳۶۷ | صدای زنگ من       | بهترین فیلمنامه                   | جشنواره سراسری سینمای جوان ایران         |
| ۱۳۶۷ | صدای زنگ من       | کاندیدای بهترین تدوین و کارگردانی | جشنواره سراسری سینمای جوان ایران         |
| ۱۳۶۸ | دوباره برخاک      | بهترین فیلمنامه                   | جشنواره سراسری سینمای جوان ایران         |
| ۱۳۶۸ | دوباره بر خاک     | بهترین فیلم                       | فستیوال بین‌المللی اسکوپیه یوگسلاوی ۱۹۹۰  |
| ۱۳۶۸ | دوباره بر خاک     | بهترین فیلم                       | فستیوال بین‌المللی دانوبیاله اتریش ۱۹۹۰   |
| ۱۳۶۹ | دوباره بر خاک     | بهترین فیلم                       | فستیوال بین‌المللی ایگوالادا اسپانیا ۱۹۹۱ |
| ۱۳۷۹ | قانون کارما Karma | بهترین فیلم                       | جشنواره منطقه‌ای سینمای جوان              |
| ۱۳۸۴ | قانون کارما Karma | بهترین فیلم                       | جشنواره بین‌المللی فجر (خراسان)           |